# Ewoud Pletinckx
Ewoud Pletinckx (Zottegem, 10 oktober 2000) is een Belgisch voetballer die bij voorkeur als centrale verdediger speelt. Hij stroomde in 2018 door vanuit de jeugd van SV Zulte Waregem. Pletinckx is ook Belgisch jeugdinternational.

## Clubcarrière
Pletinckx doorliep de jeugdreeksen van KSV Geraardsbergen, KSV Sottegem en RFC Wetteren tot hij in 2012 werd opgenomen in de jeugdopleiding van SV Zulte Waregem. In de zomer van 2018 maakte hij de overstap naar de eerste ploeg. Na enkele selecties te hebben verzameld zonder speelminuten maakte Pletinckx op zaterdag 19 januari 2019 zijn debuut in de Eerste klasse. In de thuiswedstrijd tegen Antwerp stond hij de volledige wedstrijd op het veld. Hij kon niet mee helpen verhinderen dat de wedstrijd werd verloren met 1–2. Met slechts enkele eersteklassewedstrijden in de benen werd Pletinckx door de supporters van Zulte Waregem meteen verkozen tot Speler van de Maand. In december 2019 werd zijn contract verlengd tot 2023.
In juli 2020 werd Pletinckx, intussen een vaste waarde bij Zulte Waregem, op amper negentienjarige leeftijd aangesteld als aanvoerder van de club. Hij werd de opvolger van Davy De fauw, die in april stopte met voetballen om assistent-trainer van de club te worden.
In juni 2022 werd bekend dat Pletinckx de deur bij Zulte-Waregem achter zich toe trekt en definitief de overstap zal maken naar Oud-Heverlee Leuven. Hij tekende hier een contract voor vier seizoenen.

## Clubstatistieken
| Seizoen | Club          | Land            | Competitie         | Competitie | Competitie | Beker | Beker | Internationaal | Internationaal | Totaal | Totaal |
| Seizoen | Club          | Land            | Competitie         | Wed.       | Dlp.       | Wed.  | Dlp.  | Wed.           | Dlp.           | Wed.   | Dlp.   |
| ------- | ------------- | --------------- | ------------------ | ---------- | ---------- | ----- | ----- | -------------- | -------------- | ------ | ------ |
| 2018/19 | Zulte Waregem | Vlag van België | Jupiler Pro League | 16         | 1          | 0     | 0     | —              | —              | 16     | 1      |
| 2019/20 | Zulte Waregem | Vlag van België | Jupiler Pro League | 21         | 0          | 4     | 0     | —              | —              | 25     | 0      |
| 2020/21 | Zulte Waregem | Vlag van België | Jupiler Pro League | 23         | 2          | 1     | 0     | —              | —              | 24     | 2      |
| 2021/22 | Zulte Waregem | Vlag van België | Jupiler Pro League | 27         | 1          | 2     | 0     | —              | —              | 29     | 1      |
| 2022/23 | OH Leuven     | Vlag van België | Jupiler Pro League | 32         | 0          | 1     | 0     | —              | —              | 33     | 0      |
| 2023/24 | OH Leuven     | Vlag van België | Jupiler Pro League | 10         | 0          | 0     | 0     | —              | —              | 10     | 0      |
| Totaal  | Totaal        | Totaal          | Totaal             | 127        | 4          | 8     | 0     | 0              | 0              | 135    | 4      |

Bijgewerkt op 8 augustus 2023.

## Interlandcarrière
Pletinckx doorliep verschillende Belgische jeugdteams. Op 1 maart 2017 maakte hij zijn debuut bij de U17 tegen Japan. Op 30 augustus 2017 kreeg hij van bondscoach Wesley Sonck zijn kans bij de U18 in de wedstrijd tegen Chili. Bondscoach Jacky Mathijssen nam Pletinckx op bij de U19. Op 10 september 2018 maakte hij bij de U19 zijn debuut in de wedstrijd tegen Engeland.
In augustus 2019 riep beloftenbondscoach Johan Walem hem op voor de EK-kwalificatiewedstrijden tegen Wales en Bosnië en Herzegovina. Pletinckx kwam in deze wedstrijden niet in actie. Pas op 4 juni 2021 speelde hij zijn eerste interland voor de Belgische beloften, dit was een kwalificatiewedstrijd voor het beloften-EK van 2023. België plaatste zich uiteindelijk als groepswinnaar voor dat EK. Pletinckx werd door bondscoach Jacky Mathijssen geselecteerd, maar kwam niet in actie in Georgië.

## Privé
Pletinckx was naast zijn voetbalcarrière ook nog student aan Kulak.